# (9566) Rykhlova
(9566) Rykhlova es un asteroide perteneciente al cinturón de asteroides, descubierto el 18 de septiembre de 1987 por la astrónoma soviética Liudmila Chernyj desde el Observatorio Astrofísico de Crimea.

## Designación y nombre
Designado provisionalmente como 1987 SX17. Fue nombrado Rykhlova en honor a la jefa de Astrometría Cósmica rusa Lidia Vasílievna Ryjlova.